# Marcello Pompeu
Marcello Pompeu, nome artístico de Marcello Maciel Pompeu (São Paulo, 24 de novembro de 1965), é um cantor, compositor e produtor musical brasileiro, um dos fundadores da banda brasileira de thrash metal Korzus, formada em 1983 em São Paulo.
Como produtor, venceu o Grammy Latino 2009 de Melhor Álbum Cristão em Língua Portuguesa, com o álbum Depois da Guerra, do Oficina G3.
É sócio do renomado estúdio Mr. Som, onde também realiza muitas de suas produções musicais.
Em 2020, passa a realizar entrevistas semanais em sua conta no Instagram.
Em 2021, o cantor participou do projeto "SepulQuarta", do Sepultura, registrando vocais na versão para "Slaves of Pain".

## Discografia
- Legion - 2014
- Discipline of Hate - 2010
- Ties of Blood - 2004
- Live at Monsters of Rock - 2000
- Kzs - (Germany) - 1998
- Kzs - 1995
- Mass Illusion - 1991
- Pay for Your Lies - 1989
- Sonho Maníaco - 1987
- Korzus - Ao Vivo - 1986
- SP Metal II - 1985